# Achterhoek
Achterhoek é uma vila pertence ao município de Nijkerk e localizada na província de Guéldria, nos Países Baixos, estando a 6 km a norte de Amersfoort.